# Cillas
Pour la société CILAS, voir Compagnie industrielle des lasers.
Cillas (en aragonais Ciellas) est un village de la province de Huesca, situé à proximité de Yebra de Basa, à 1 380 mètres d'altitude. Il comptait neuf foyers et soixante-sept habitants au milieu du XIXe siècle ; le village est aujourd'hui inhabité.